# Money Is Still a Major Issue
A Money Is Still a Major Issue Pitbull remixalbuma. 2005. november 15-én jelent meg. Az albumon sok vendégművész működött közre. Az album remixeket és néhány meg nem jelent dalt tartalmaz.

## Az album dalai
Disc 1
1. "Everybody Get Up" - Pitbull featuring Pretty Ricky
2. "Rah Rah" (Remix) - Elephant Man featuring Pitbull & Daddy Yankee
3. "Shake" (Remix) - Ying Yang Twins featuring Pitbull & Elephant Man
4. "Culo" (Remix) - Pitbull featuring Lil Jon, Sean Paul & Ivy Queen
5. "Mil Amores" - Master Joe & O.G. Black featuring Pitbull
6. "Turnin Me On" (Remix) - Nina Sky featuring Shawnna & Pitbull
7. "She's Hotter" - T.O.K. featuring Pitbull
8. "Get to Poppin (Remix) - Rich Boy featuring Pitbull
9. "Might Be the Police" - Brisco featuring Pitbull
10. "Who U Rollin' With" - Pitbull featuring Piccalo & Cubo
11. "Dammit Man" (Remix) - Pitbull featuring Lil Flip
12. "Oh No He Didn't" - Pitbull featuring Cubo
13. "Toma" (DJ Buddha Remix) - Pitbull featuring Lil Jon, Mr. Vegas, Wayne Marshall, Red Rat, T.O.K., & Kardinal Offishall

Disc 2
1. "Culo" (Video)
2. "Dammit Man" (Video)
3. "Toma" (Video)
4. Live performances and interviews